# Велика Британія на літніх Олімпійських іграх 1964
На літніх Олімпійських іграх 1964 року Велику Британію представляли 204 спортсмена (160 чоловіків та 44 жінки). Вони завоювали 4 золотих, 12 срібних і 2 бронзових медалі, що вивело збірну на 10-е місце у неофіційному командному заліку.

## Медалісти
| Медаль | Спортсмен                                                | Вид спорту            | Дисципліна                                |
| ------ | -------------------------------------------------------- | --------------------- | ----------------------------------------- |
| Золото | Кеннет Метьюз                                            | Легка атлетика        | Чоловіки, ходьба 20 км                    |
| Золото | Лінн Девіс                                               | Легка атлетика        | Чоловіки, стрибки в довжину               |
| Золото | Енн Пекер                                                | Легка атлетика        | Жінки, 800 м                              |
| Золото | Мері Ренд                                                | Легка атлетика        | Жінки, стрибки в довжину                  |
| Срібло | Безіл Гитлі                                              | Легка атлетика        | Чоловіки, марафон                         |
| Срібло | Джон Купер                                               | Легка атлетика        | Чоловіки, 400 м з бар'єрами               |
| Срібло | Моріс Герріотт                                           | Легка атлетика        | Чоловіки, 3000 м з перешкодами            |
| Срібло | Тімоті Грехем Едріан Метколф Джон Купер Роберт Брайтвелл | Легка атлетика        | Чоловіки, естафета 4×400 м                |
| Срібло | Пол Нігілл                                               | Легка атлетика        | Чоловіки, ходьба 50 км                    |
| Срібло | Енн Пекер                                                | Легка атлетика        | Жінки, 400 м                              |
| Срібло | Мері Ренд                                                | Легка атлетика        | Жінки, п'ятиборство                       |
| Срібло | Генрі Госкінс                                            | Фехтування            | Чоловіки, шпага, особиста першість        |
| Срібло | Джон Рассел Г'ю Варделл-Єрбург Вільям Баррі Джон Джеймс  | Академічне веслування | Чоловіки, четвірки розпашні без рульового |
| Срібло | Роберт Макгрегор                                         | Плавання              | Чоловіки, 100 м вільним стилем            |
| Срібло | Луїс Мартін                                              | Важка атлетика        | Чоловіки, до 90 кг                        |
| Срібло | Кейт Мусто Тоні Морган                                   | Вітрильний спорт      | Клас «Летючий голландець»                 |
| Бронза | Жанет Сімпсон Мері Ренд Дафне Арден Дороті Гаймен        | Легка атлетика        | Жінки, естафета 4×100 м                   |
| Бронза | Петер Робесон                                            | Кінний спорт          | Конкур, особиста першість                 |